# Gnome Omega
Der Gnome Omega 7 Zyl Sternmotor gehört zu den Pionieren der Flugtechnik.

## Geschichte
Der Gnome Omega wurde aus der Erkenntnis heraus, dass bei leistungsstarken Motoren die Luftkühlung in Reihenanordnung nicht ausreichen würde, als Sternmotor entwickelt. Die Kühlwirkung wird bei erhöhter Umdrehungszahl durch die Luftschraube weiter vergrößert, also gerade bei der größten Erwärmung der Zylinder. Ein weiterer Vorteil der Umlaufmotore besteht darin, dass ein besonderes Schwungrad nicht nötig ist, da die umlaufenden Zylinder genügend Schwungmasse mitbringen. Der Gnome Omega-Sternmotor besitzt sieben in einer Ebene angeordnete Zylinder mit einer Gesamtleistung von 50 PS. Der Frischgasaustausch erfolgt durch den Unterdruck im Kurbelgehäuse, wobei das Gemisch vom Vergaser an der Drosselklappe vorbei durch die hohle Kurbelwelle ins Kurbelgehäuse strömt. Die Ölung erfolgt durch eine Ölpumpe, die das Öl in den Gasstrom gelangen lässt. Das Öl kommt durch das Ansaugventil zur Schmierung in den Zylinder und wird während der Auspuffperiode durch das Auspuffventil ins Freie geschleudert. Dies begründet den relativ hohen Ölverbrauch der frühen Flugmotoren.

## Einsatzländer
- Frankreich[1]

## Technische Daten
| Kenngröße           | Daten Omega 7 Zyl. Sternmotor |
| ------------------- | ----------------------------- |
| Zylinder            | 7                             |
| Bohrung             | 110 mm                        |
| Hub                 | 120 mm                        |
| Hubraum             | 7983 cm³                      |
| Ölverbrauch         | 3 l/Stunde                    |
| Brennstoffverbrauch | 270 Gramm / PS und Stunde     |
| Leistung            | 50 PS (ca. 40 kW)             |
| Masse               | 75 kg                         |